# Булахова, Ирина Фёдоровна
Булахова Ирина Фёдоровна (род. 15 марта 1978, Кривой Рог, Днепропетровская область) — украинская гимнастка, абсолютная чемпионка Украины (1993), мастер спорта Украины международного класса (1994).

## Биография
Родилась 15 марта 1978 года в городе Кривой Рог Днепропетровской области.
Воспитанница спортивного клуба «Богатырь» (Кривой Рог), тренеры Н. О. и О. М. Машковы.
Училась в Киевском университете физкультуры.
В 1994 году выступала на чемпионате Европы в Стокгольме, где завоевала бронзовую медаль в командных соревнованиях с Натальей Калининой и Лилией Подкопаевой. Заняла 4-е место в многоборье и 6-е место в свободных упражнениях.
Представляла Украину на Играх доброй воли в Санкт-Петербурге, заняла 3-е место в командных соревнованиях, 8-е место в соревнованиях на брусьях и 6-е место в свободных упражнениях.
В 1995 году участвовала в Чемпионате мира, заняв 16-е место в многоборье. В 1995 году вместе с Рустамом Шариповым завоевала серебряную медаль на Международных соревнованиях смешанных пар в Сиэтле.
Соревновалась на Чемпионате мира, заняв 5-е место в командных соревнованиях.
Выступала в программе цирка в США.